# Tour du Limousin 1975
La 8e édition du Tour du Limousin s'est déroulée du 21 au 24 août 1975, et a vu s'imposer le Français Francis Campaner. C'est la 1re édition open ouverte aux professionnels.

## Classements des étapes
| Étape     | Date    | Villes étapes    | Vainqueur d'étape        | Equipe      | Leader du classement général | Équipe  |
| 1re étape | 21 août | Tulle - Ussel    | Francis Campaner         | Lejeune     | Francis Campaner             | Lejeune |
| 2e étape  | 22 août | Ussel - Limoges  | Jacques Esclassan        | Peugeot     | Francis Campaner             | Lejeune |
| 3e étape  | 23 août | Limoges - Guéret | Raymond Poulidor         | Gan Mercier | Francis Campaner             | Lejeune |
| 4e étape  | 24 août | Guéret - Tulle   | Jean-Pierre Danguillaume | Peugeot     | Francis Campaner             | Lejeune |

## Classement final
| 1. | Francis Campaner | Lejeune          |
| 2. | Raymond Poulidor | Gan Mercier      |
| 3. | Hubert Mathis    | Miko De Gribaldy |